# Förändringens fyra rum
Förändringens fyra rum (ibland kallad "Fyrarummaren") är en teori om förändring. Den används för att analysera hur människor och organisationer reagerar i kris och utveckling, under stress och tryck utifrån.

## Forskningsbakgrund
Teorin om Förändringens fyra rum baseras på Claes Janssens forskning vid Stockholms universitet. Under åren 1964-1975 bedrev han ett forskningsprojekt kring viljan att censurera, som tillkom på uppdrag av Svenska Filminstitutet och dess dåvarande VD, Harry Schein. Syftet var att undersöka varför vissa människor var för och andra emot filmcensur, med bakgrund i den hätska debatt som rasade kring Ingmar Bergmans film Jungfrukällan och Vilgot Sjömans film 491 under första hälften av 1960-talet.
I sin forskning upptäckte Claes Janssen två tydliga ytterligheter bland de personer han undersökte, personlighetsvariabler som tidigare inte beskrivits i psykologin och som Janssen i sin doktorsavhandling kallar "censurvännen" respektive "outsidern". Han fann också en rörelse mellan fyra psykologiska grundtillstånd, som alla människor tycktes genomleva i kortare eller längre cykler av sina liv.

## Teorin
Doktorsavhandlingen Personlig dialektik - om självcensur, outsiderupplevelser och integration gavs ut första gången av Liber 1975.
Senare kom denna bok att utgöra grunden för teorin om Förändringens fyra rum. Kärnan i teorin är en modell i fyra delar, "fyrarummaren", som visar hur en individ eller en grupp färdas genom olika stadier i en förändringsprocess. De fyra delarna är nöjdhet, censur/förnekande, förvirring och konflikt samt inspiration/förnyelse.
Sedan 1993 har teorin tillämpats i arbetslivet genom en rad diagnostiska verktyg, till exempel Organisationsbarometern. IKEA använder sedan 1996 konceptet i hela koncernen. Med tiden har Förändringens fyra rum också fått spridning inom bland annat skola och idrott.

## Senare forskning
Förändringens fyra rum har sedan tidigt 2000-tal använts flitigt i skolor i Australien. I en studie vid Swinburne University of Technology visade elever som använt Förändringens fyra rum i klassrummet en större förmåga att analysera och förstå känslor, än referensgrupper som inte gjort det. Särskilt utmärkande var elever i lågstadieklasser, som tydligt visade större förmåga att förstå handlingar som baserades på andras känslor. Liknande resultat framkommer också i Gina Almegårds examensarbete från Linköpings universitet.

## Kritik
Det har förekommit kritik mot Förändringens fyra rum. Denna kritik har främst riktat in sig på att Claes Janssens forskning inte bekräftats av senare studier.